# Monedas de euro de Chipre
El euro (EUR o €) es la moneda oficial de las instituciones de la Unión Europea desde 1999 (cuando sustituyó al ECU), de los Estados que pertenecen a la eurozona y de los micro-Estados europeos con los que la Unión tiene acuerdos al respecto. También es utilizado de facto en Montenegro y Kosovo. Las monedas de euro están diseñadas de tal manera que en su anverso muestran un diseño específico del Estado emisor mientras que en su reverso muestran un diseño común.
El 1 de enero de 2008, Chipre y Malta se convirtieron en los decimocuarto y decimoquinto países de la Unión Europea en adoptar el euro como moneda oficial. En el caso de Chipre, sustituyendo a la libra chipriota. El 10 de julio de 2007, se había establecido la tasa de cambio irrevocable en 0,585274 libras chipriotas = 1 euro.
El euro circuló simultáneamente a la libra chipriota hasta el 31 de enero de 2008, día a partir del cual este último dejó de tener curso legal aunque las monedas se pudieron seguir cambiando en el Banco Central de Chipre hasta el 31 de diciembre de 2009 y los billetes hasta 31 de diciembre de 2017.

## Diseño regular
Las monedas de euro chipriotas tienen tres diseños diferentes, uno para cada uno de los grupos de monedas. Las tres monedas de menor denominación muestran al muflón europeo (Chipre tiene una de las poblaciones autóctonas desde las que se repobló el continente), las siguientes tres muestran una imagen del Barco de Kyrenia (ejemplo muy bien preservado de un barco de la antigüedad) y las dos últimas muestra el Ídolo de Pomos (escultura del calcolítico chipriota). Estos tres motivos fueron decididos el 22 de junio de 2006 y finalmente diseñados en el año 2007 por el estadounidense Erik Maell y la griega Tatiana Soteropoulos. Todas las monedas llevan las palabras «KYΠPOΣ» y «KIBRIS» («Chipre» en griego y turco, respectivamente), el año de acuñación y, en el anillo exterior, las 12 estrellas de la bandera de la Unión Europea,.
|                                                |
| Muflón, motivo de las monedas de 1, 2 y 5 cts. |

|                                                             |
| Barco de Kyrenia, motivo de las monedas de 10, 20 y 50 cts. |

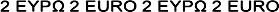
Canto de la moneda de 2 euro chipriota.

| Motivos de las monedas de 1 y 2 euro                                                               |
| \| \| \| Ídolo de Pomos representación heráldica que da motivo a las monedas de 1 y 2 euro.[11] \| |
| |
| Ídolo de Pomos representación heráldica que da motivo a las monedas de 1 y 2 euro.                 |

## Cantidad de piezas acuñadas
Las monedas de euro de Chipre se acuñaron en 2008 y 2009 en Finlandia; y desde 2010 en Grecia. No llevan marca de ceca.
|      | €0.01 | €0.02 | €0.05 | €0.10 | €0.20 | €0.50 | €1.00 | €2.00 |
| ---- | ----- | ----- | ----- | ----- | ----- | ----- | ----- | ----- |
| 2008 | 20    | 100   | 60    | 70    | 65    | 30    | 20    | 16    |
| 2009 | 19.9  | 0.9   | 5.9   | 0.9   | 0.9   | 0.9   | 3.9   | 4.9   |
| 2010 | 0.2   | 0.2   | 0.2   | 0.2   | 0.2   | 0.2   | 0.2   | 0.2   |
| 2011 | 15.2  | 0.2   | 30.2  | 0.2   | 0.2   | 0.2   | 0.2   | 0.2   |
| 2012 | 0.9   | 0.9   | 0.9   | 0.9   | 0.9   | 0.9   | 0.9   | 0.9   |
| 2013 | 0.09  | 0.09  | 0.09  | 0.09  | 0.09  | 0.09  | 0.09  | 0.09  |
| 2014 | 0.1   | 0.1   | 0.1   | 0.1   | 0.1   | 0.1   | 0.1   | 0.1   |
| 2015 | 7.1   | 0.1   | 0.1   | 0.1   | 0.1   | 0.1   | 0.1   | 0.1   |
| 2016 | 8     |       |       |       |       |       |       |       |
| 2017 |       |       |       |       |       |       |       |       |
| 2018 |       |       |       |       |       |       |       |       |
| 2019 |       |       |       |       |       |       |       |       |

## Monedas conmemorativas de 2 euros
Para más información, véase monedas conmemorativas de 2 euros.
| Año  | Motivo | Emisión   | Imagen |
| 2009 | Diseño común: X aniversario de la creación de la Unión Económica y MonetariaLa segunda emisión conjunta fue acuñada por los 16 países de la eurozona de 2009. Al igual que en la anterior, cada estado acuñó el mismo anverso con su denominación nacional como distintivo. El centro de la moneda muestra una figura humana estilizada cuyo brazo izquierdo es prolongado por el símbolo del euro. Bajo este símbolo aparecen las iniciales del diseñador, «ΓΣ» (de «Γεώργιος Σταματόπουλος», Geórgios Stamatópoulos escultor de la casa de la moneda griega). Las leyendas son, sobre el diseño, «KYΠPOΣ KIBRIS» («Chipre» en griego y turco respectivamente); y bajo el diseño, «ONE 1999-2009» (de «Οικονομική και Νομισματική Ένωση», Unión Económica y Monetaria en griego). La marca de ceca aparece en la parte superior izquierda. En el anillo externo aparecen las doce estrellas de la Unión. El canto muestra «2 ΕΥΡΩ 2 EURO» repetido dos veces. | 1 000 000 |        |
| 2012 | Diseño común: X aniversario de los billetes y monedas en eurosMediante votación pública en la Internet se decidió el motivo de la tercera emisión conjunta. Se trata de un diseño de Helmut Andexlinger, diseñador de la Casa de la Moneda austríaca. En el centro de la moneda aparece el símbolo del euro sobre un globo terráqueo donde están apoyados distintos elementos que representan los distintos ámbitos en los que el euro ha adquirido importancia en los últimos diez años. Estos elementos son los ciudadanos (figuras humanas estilizadas), el mundo financiero (Torre del BCE), el comercio (bucles), la industria (fábricas), el sector de la energía, la investigación y el desarrollo (centrales de energía eólica). Las iniciales del artista figuran bajo la imagen de la torre del BCE. Arriba «KYΠPOΣ KIBRIS» («Chipre» en griego y turco respectivamente), en la parte inferior figuran las fechas del aniversario del euro «2002-2012». Todo rodeado por las estrellas de la Unión. El canto muestra «2 ΕΥΡΩ 2 EURO» repetido dos veces. | 1 000 000 |        |
| 2015 | Diseño común: 30º aniversario de la Bandera europeaNuevamente mediante votación pública en internet se decidió el motivo de la cuarta emisión conjunta. Como en acuñaciones anteriores, cada estado acuñó el mismo anverso con su denominación nacional como distintivo. Se ve, en el centro, una bandera europea sostenida por personas que simbolizan la unión de diferentes culturas en un ideal común. Bajo este símbolo aparecen las iniciales del diseñador, «ΓΣ» (de «Γεώργιος Σταματόπουλος», Geórgios Stamatópoulos escultor de la Casa de la Moneda griega). Arriba «KYΠPOΣ KIBRIS» («Chipre» en griego y turco respectivamente) y las fechas del aniversario de la bandera «1985-2015». Todo rodeado por las estrellas de la Unión. | 350 000   |        |
| 2017 | Pafos, Capital Europea de la Cultura 2017 Se muestra el Odeón de Pafos en el centro. Arriba «ΠΑΦΟΣ 2017 – ΠΟΛΙΤΙΣΤΙΚΗ ΠΡΩΤΕΥΟΥΣΑ ΤΗΣ ΕΥΡΩΠΗΣ» («Pafos 2017 – Capital Europea de la Cultura» en griego). Abajo «KYΠPOΣ KIBRIS» («Chipre» en griego y turco respectivamente). Todo rodeado por las estrellas de la Unión. El diseñador fue George Stamatopoulos | 430 000   |        |
| 2020 | 30 años del Instituto de Neurología y Genética de Chipre |           |        |
| 2022 | Diseño común: 35º aniversario del programa Erasmus |           | [ ]    |

## Monedas de colección en euro de Chipre
Las monedas acuñadas con fines de colección se rigen por directrices indicadas por la Comisión Europea. Estas sólo son de curso legal en el país emisor y deben poder diferenciarse claramente de las destinadas a la circulación. Chipre comenzó a acuñarlas desde el año 2008 y cuenta con piezas en oro y plata. Las de oro en denominación de 20 euro y las de plata en denominación de 5 euro. Sus motivos son de importancia tanto nacional como internacional.